# Mazda EZ-6
Mazda EZ-6 — середньорозмірний гібридний автомобіль та електромобіль, що випускаються з 2024 року спільним підприємством Changan Mazda і використовує ту ж платформу EPA, яка використовується ліфтбеком Deepal L07 (кит.: 深蓝L07; піньїнь: Shēnlán L07, раніше Deepal SL03 до 2024 року).
EZ-6 також доступний на європейському ринку як Mazda 6e.

## Опис

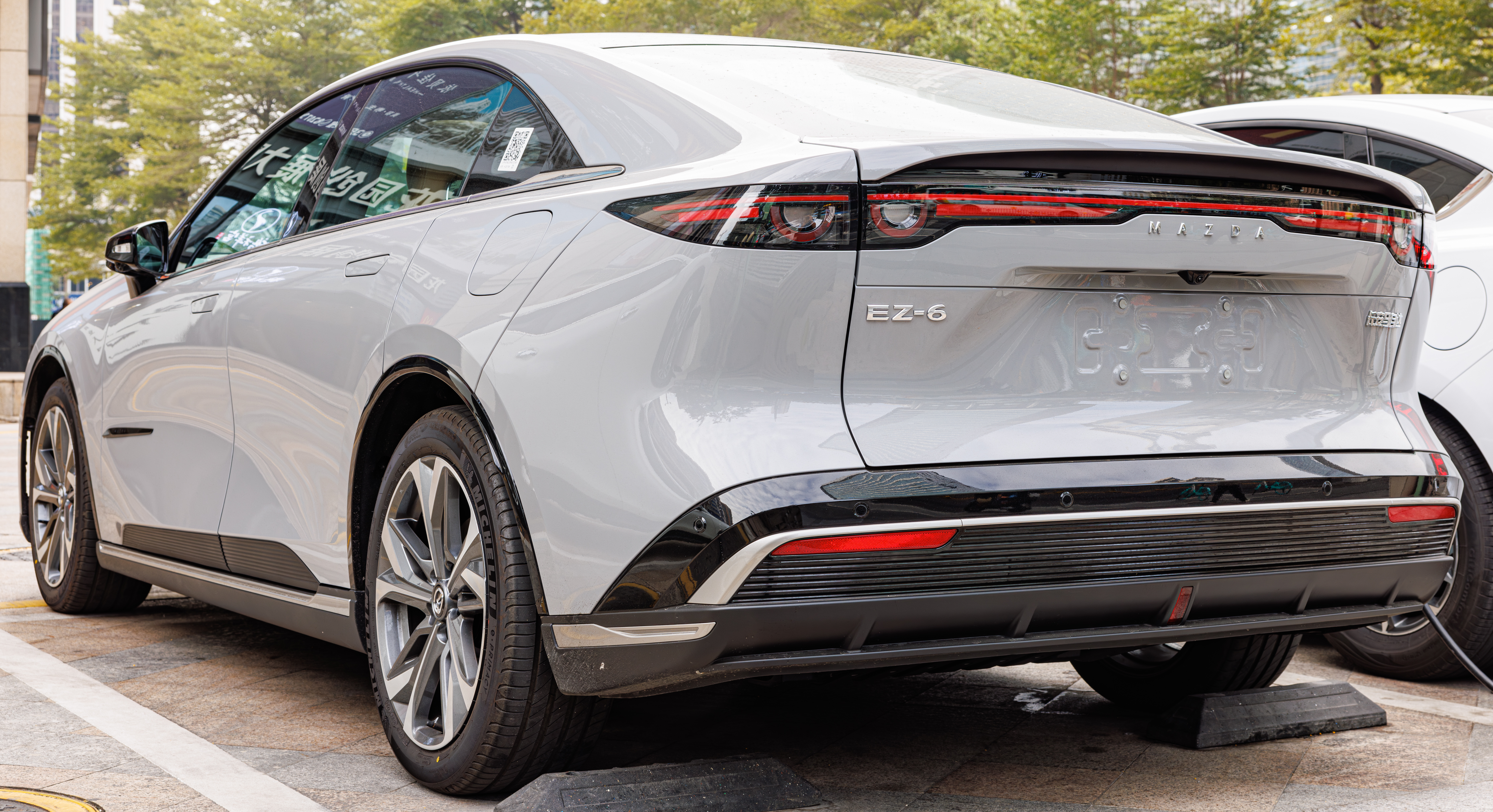

Вперше Mazda EZ-6 був представлений у квітні 2024 року на Пекінському автосалоні. Він розроблений спільно з китайським підприємством Changan Automobile та використовує платформу EPA1, на якій також випускається Deepal SL03.
Продаж автомобіля почався в середині 2024 року. EZ-6 випускається у вигляді гібридного автомобіля або електромобіля. 
Конкурентом є Tesla Model 3. 